# Santa Margarita de Montbuy
Santa Margarita de Montbuyo en ocasiones Santa Margarita de Mombuy (en catalán y oficialmente, Santa Margarida de Montbui) es un municipio de la comarca de Noya, en la provincia de Barcelona, en la comunidad autónoma de Cataluña, España.

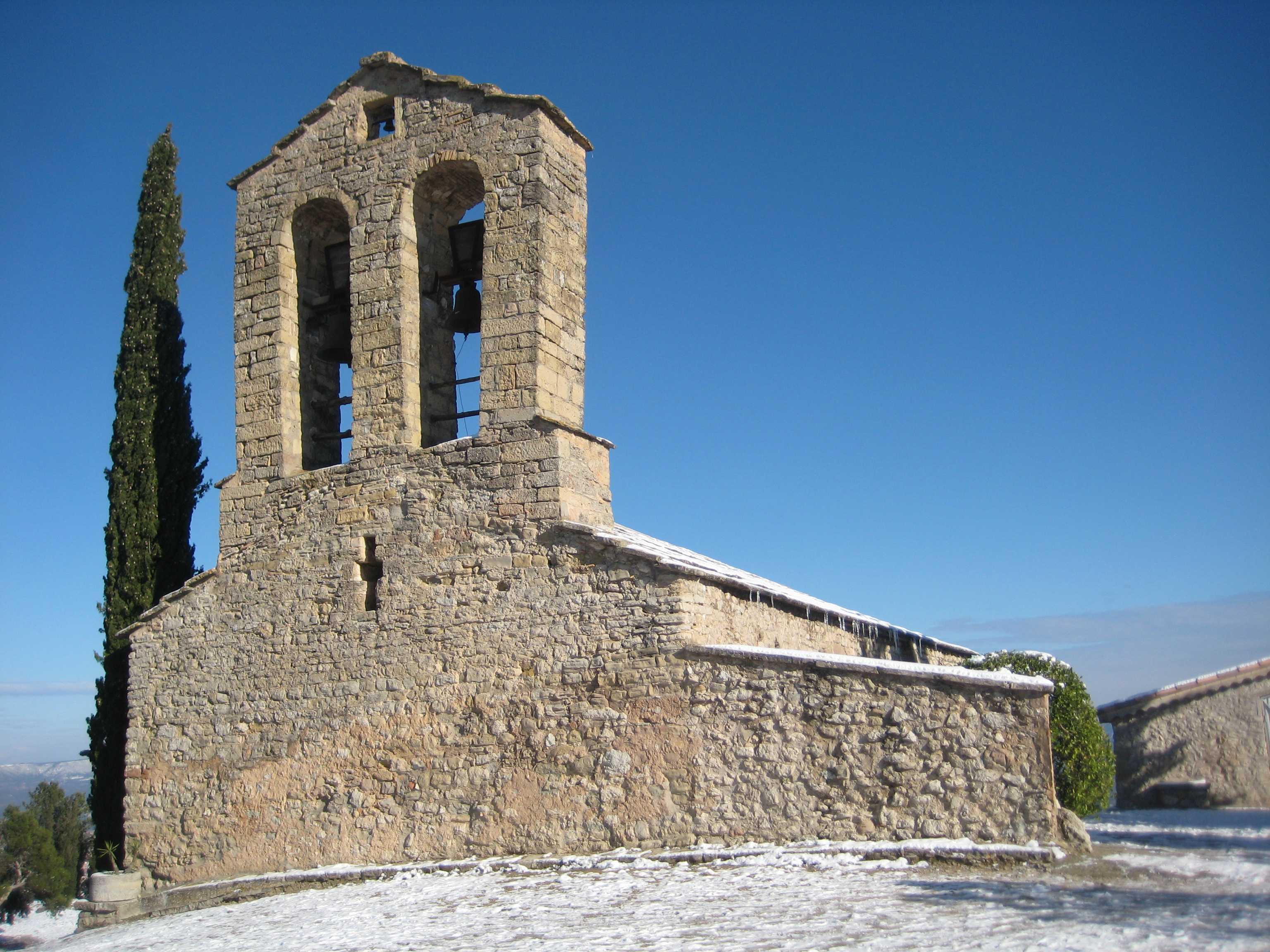
Ermita de Santa María de la Tossa

## Geografía

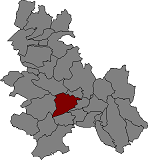
Localización de Santa Margarita de Montbuy en el Anoia

El término municipal está situado en el centro de la cuenca de Ódena, en la orilla derecha del río Noya. 
El relieve de Santa Margarita de Montbuy es mayoritariamente suave, aunque con territorios más elevados en la vertiente sur occidental del municipio. Su montaña más alta es la Tossa.
El municipio recibe muchas influencias de la capital de la comarca, Igualada, con la que limita al norte. También limita con los términos municipales de Jorba, Vilanova del Camí, Carme, Orpí, San Martín de Tous y Santa María de Miralles.

## Historia

### Prehistoria
Los restos de sílex y otros materiales encontrados en Ca' l Elvira y Ca' l Jepet demuestran la presencia humana en el término municipal en la época del mesolítico y del neolítico.

### Edad Antigua

#### Íberos
De la Edad Antigua se ha podido confirmar la presencia de pobladores lacetanos, los cuales se sabe que comerciaban con otras tribus ibéricas, con griegos y púnicos debido a varios restos arqueológicos encontrados del siglo III a. C. como monedas, ánforas de tipo púnico y cerámicas de origen emporitano. De esta época es una de las leyendas que explican el nombre de Montbui.

#### Romanos
Con la llegada de los romanos a la península ibérica se creó una villa en el Pla de la Torre, de Montbui. La villa era de tipo rural y tenía sistema de calefacción por hipocausto en el núcleo antiguo.

### Edad Media
Con la caída del Imperio romano, las tierras del actual Montbuy pasaron a manos de los visigodos hasta que, en el año 711, los musulmanes ocuparon la Península.
Después de la reconquista por parte de los francos, el término municipal pasó a formar parte de la frontera, conocida como marca Hispánica. 
El nombre de Montbuy se cita por primera vez en el 27 de noviembre de 936 en una escritura de venta, mucho antes que la versión en catalán (Montbui), siendo así pues el nombre original de la localidad.
Para iniciar la repoblación del territorio, el conde Borrell II otorgó los territorios al obispo de Vich Ató en el año 960. Una incursión musulmana encabezada por Almanzor en el año 985 detuvo la repoblación, y en 990 una intensa sequía disminuyó la población.
En el año 1023 se consagraron los términos de Montbuy y el Saió después de que el obispo Oliba enfeudase las tierras a Guillermo de Mediona. Pocos antes se había iniciado la construcción del castillo de La Tossa y la iglesia de Santa María. En el núcleo del Saió, llamado Ocelló, había otro castillo de origen románico que dependía de los obispos de Vich, y también la iglesia de Santa Ana.
Del siglo XII, exactamente en 1166, hay un documento donde se menciona el nombre de Santa Coloma de Montbuy, nombre que tenía el actual núcleo antiguo. 
En 1187, el señor feudal con jurisdicción sobre Montbuy y Ocelló (El Saió) era la familia Cardona. A partir del nombramiento hecho por Hugo II de Ampurias, la familia de los Montbuy asumió la representatividad del señor feudal y tuvo jurisdicción sobre el término. Las disputas por la utilización del agua provocaron diferentes conflictos en una época donde el poder de la familia Montbuy iba en aumento. En el año 1378 Montbuy tenía 160 habitantes.

### Edad Moderna
En el siglo XV Santa Coloma de Montbuy fue un importante centro jurisdiccional. En el año 1462, durante la Guerra civil catalana, Joan de Montbui se alió con el rey, mientras que la población se decantó por el bando de la Generalidad. El triunfo de Juan II de Aragón en 1472 fortaleció el poder de Joan de Montbui. Tomó represalias contra una población que bajó de los 100 habitantes.
En el siglo XVI se produjo un importante crecimiento demográfico, a pesar de que fue disminuido por varios brotes de peste. Para curarse de las epidemias, Montbui hizo voto de pueblo para ponerse bajo la protección de San Mauro en 1596. El municipio iba creciendo demográficamente, llegando en 1626 a 252 habitantes. Los Montbui y los Lanuza, una importante familia aragonesa con la que emparentaron, consiguieron el título de Condes de Plasencia el año 1611. Después de un lento pero continuado aumento demográfico, al principio del siglo XVIII estalló la Guerra de Sucesión. Joan de Lanuza se decantó por el lado de los Austrias, participando en la defensa de Barcelona, y sostuvo la bandera después de que fue herido el conseller en cap Rafael Casanova.
Durante el siglo XVIII se edificó el campanario octogonal de la iglesia; se continuó con el cultivo de cereales y se potenció el de la viña. En 1718 Montbui alcanzaba 230 habitantes.

### Edad Contemporánea
En el siglo XIX, a pesar de la incidencia de la Guerra de independencia española y las guerras carlistas, se produjo un aumento de la población. En 1830 Montbui alcanzaba los 522 habitantes. A mediados de siglo llegó la industrialización a Montbuy. La fábrica de «Cal Truco» dio trabajo durante muchos años a buena parte de la población. La dependencia de la capital de comarca, Igualada, cada vez era mayor, sobre todo a partir de la construcción de la carretera de Valls en 1895 y de la llegada del tren a Igualada en 1893. La población bajó de 702 habitantes hasta 531 por una epidemia de cólera en 1845 (véase: Pandemias de cólera en España) y la plaga de la filoxera en 1887. Montbui entró en el siglo XX con las extracciones de agua de Antoni Artés, la construcción de la curtiduría de Joan Solà Vidal y con varios proyectos modernizadores.
En 1922 llegó la electricidad a las calles y casas. En el año 1923 se construyeron las escuelas y el edificio del Ayuntamiento. En 1930 se creó el Club Fútbol Montbuy. Con el comienzo de la Guerra Civil en 1936, los republicanos se incautaron del Ateneo y cambiaron el nombre del pueblo a Aigües Bones de Montbui. 
El final de la guerra trajo la reapertura del Ateneo. En la década de 1950 se inició la inmigración de gente venida de diversos lugares de España, que se ubicaron en barrios nuevos, desprovistos de los servicios usuales que ofrece un municipio, como luz y agua. En 1958 se electrificó el núcleo urbano. En 1960 Montbui llegaba a los 2012 habitantes. La década de 1970 trajo muchas manifestaciones reivindicando servicios para el núcleo urbano. En 1975, con una población de más de 6500 habitantes, se iniciaron mejoras como el asfaltado de las calles, el alumbramiento de la carretera o el parvulario del colegio Montbou. En 1981 el Ayuntamiento se trasladó del núcleo antiguo al núcleo urbano. La década de 1980 trajo la inauguración de nuevos servicios, como colegios, una pista y diferentes infraestructuras de pavimentación y saneamiento de calles.

## Toponimia
Hay varias opiniones o posibles causas del origen etimológico del nombre del municipio.
Hay una que dice que el origen del nombre podría venir, según una leyenda del siglo III a. C., de un buey de oro que está enterrado en la cima de La Tossa y que era el ídolo de los íberos del lugar.
Otra leyenda que explicaría la etimología de Montbou dice que en plena ocupación musulmana de los territorios, y ocupando los árabes el Castillo de La Tossa, los cristianos de las tierras de Montbui decidieron conquistar el castillo utilizando el ingenio: como eran muy pocos y solo disponían de cabezas de ganado, exactamente bueyes (en catalán, bous), encendieron teas (unas antorchas atadas a los cuernos de los bueyes) y empujaron a los animales montaña arriba en plena noche. Este hecho asustó a los serranos, que huyeron pensando que eran atacados por un numeroso ejército de cristianos.

## Escudo
El escudo de Santa Margarida de Montbui es un escudo acantonado, de azur, un monte de oro con un buey de argén pasando. Escudo con una corona mural de barón. Fue aprobado en el DOGC el 7 de abril de 1989.
El monte y el buey son señales parlantes y son las armas de los Montbui, señores de la baronía.

## Bandera
La bandera de Santa Margarida de Montbui es una bandera apaisada de proporciones dos de alto por tres de largo, dividida horizontalmente en tres franjas iguales, azules la superior y la inferior y blanca la del medio. En el asta, un triángulo, de altura 1/3 del ancho del trapo de color amarillo.

## Entidades y núcleos de población
Santa Margarita de Montbuy está formado por seis entidades de población. 
Lista de población por entidades:
| Entidad de población       | Habitantes (2016) |
| -------------------------- | ----------------- |
| Censada, La                | 0                 |
| Coll del Guix              | 24                |
| Mallola, La                | 71                |
| Saió, El                   | 23                |
| Santa Margarita de Montbuy | 9493              |
| Tossa, La                  | 0                 |

La entidad de Santa Margarita de Montbuy está formada por dos núcleos de población:
| Núleos de población                | Habitantes (2016) |
| ---------------------------------- | ----------------- |
| Santa Margarita de Montbuy Urbano  | 8757              |
| Santa Margarita de Montbuy Antiguo | 642               |

## Geografía humana

### Demografía
Cuenta con una población de 10 549 habitantes (INE 2024).
| Gráfica de evolución demográfica de Santa Margarida de Montbui entre 1842 y 2021 |
| |
| En estos censos se denominaba Santa Margarita de Mombuy: 1842, 1857, 1877, 1887, 1897, 1900, 1910, 1920, 1930, 1940 y 1950 En estos censos se denominaba Santa Margarita de Montbuy: 1860, 1960, 1970 y 1981 Población de derecho según los censos de población del INE. Población de hecho según los censos de población del INE. |

## Administración
| Periodo   | Nombre                     | Partido                      |
| --------- | -------------------------- | ---------------------------- |
| 1979-1983 | Ramón Gómez Pérez          | PSUC - Independientes        |
| 1983-1987 | Ramón Gómez Pérez          | Unidad Popular de Izquierdas |
| 1987-1991 | Florentino Pérez Gil       | PSC                          |
| 1991-1995 | Florentino Pérez Gil       | PSC                          |
| 1995-1999 | Teodoro Romero Hernández   | PSC                          |
| 1999-2003 | Teodoro Romero Hernández   | PSC                          |
| 2003-2007 | Teodoro Romero Hernández   | PSC                          |
| 2007-2011 | Teodoro Romero Hernández   | PSC                          |
| 2011-2015 | Teodoro Romero Hernández   | PSC                          |
| 2015-2019 | Teodoro Romero Hernández   | PSC                          |
| 2019-2023 | Jesús Miguel Juárez Tamayo | Ara Montbui                  |
| 2023-act. | Jesús Miguel Juárez Tamayo | Ara Montbui                  |

## Fiestas
- Fiesta Mayor de invierno. Recuperada en 1996. En el barrio de San Mauro, en el pueblo se ha celebrado toda la vida. Celebrada el 15 de enero.
- Carnaval. Dos carnavales, uno para pequeños y otro para grandes, con comparsas y desfile por el núcleo urbano. Se celebra 40 días antes de la Pascua.
- Fiesta del Roser a La Tossa. Auténtica fiesta mayor del municipio. Celebrada el tercer domingo de mayo.
- Fiesta Mayor de Vista Alegre. Celebrada el tercer fin de semana de junio.
- Fiesta Mayor de Sant Joan del Pi. Celebrada el 24 de junio.
- Semana de la juventud. Conjunto de actividades para los jóvenes. Se celebra el primer fin de semana de julio.
- Fiesta Mayor de Santa Margarita de Montbuy. Representación festiva más importante del municipio. Celebrada el 20 de julio.
- Fiesta Mayor de La Mallola. Se celebra el primer fin de semana de septiembre.
- Fiesta del deporte. Homenajes a los deportistas del municipio. Se celebra el último sábado de septiembre.
- Semana del abuelo. Especialmente dedicada a la tercera edad. Se celebra la primera semana de octubre.

## Hermanamientos
- Alcaudete (Jaén)
- Moncalvillo (Burgos)
- Lorca (Murcia)